# Раум, Михаэль
Михаэль Раум (нем. Michael Raum; род. 21 декабря 1965, Нюрнберг) — предприниматель, основатель компании «Селлбайтел».

## Биография
Михаэль Раум родился и живёт в городе Нюрнберг, Германия. Женат, имеет 3 детей.
Раум создал компанию «Селлбайтел Груп» в 1988 году, возглавив, таким образом, развитие модели аутсорсинга в продажах, сервисах и технической поддержке.
В 1994 году основным акционером компании «Селлбайтел» стала корпорация «ББДО Вордвайлд», а Михаэль Раум вошел в состав акционеров «ББДО Германия».
С 1998 года Раум начал выводить компанию на международный уровень. Был создан французский сайт и открыт сервис центр в Лионе.
В 2006 году компания Селлбайтел вошла в состав компании «ББДО», а Раум вошёл в совет директоров компании «ББДО».
В марте 2007 года Михаэль Раум назначен на должность руководителя «ББДО» с головным офисом в Нью-Йорке. Кроме того, он стал представителем в различных экономических советах. Количество сотрудников в его компании превысило 4000 человек в 23 странах мира. В 2009 году он открыл представительства в Лиссабоне, в 2010 году — в Торонто.